# 1188
1188 (MCLXXXVIII) fue un año bisiesto comenzado en viernes del calendario juliano.

## Acontecimientos
- En la curia regia del Reino de León se incorporan elementos procedentes del estamento popular, exclusivamente ciudadano. Con esta medida nacen las llamadas, por primera vez en Europa, Cortes. Fueron las famosas Cortes de 1188, reunidas en el Claustro de San Isidoro de León, por iniciativa del joven rey leonés Alfonso IX. En estas Cortes, además de ampliar los Fueros de Alfonso V de León del año 1020, se promulgaron nuevas leyes destinadas a proteger a los ciudadanos y a sus bienes contra los abusos y arbitrariedades del poder de los nobles, del clero y del propio Rey. Este importante conjunto de decretos ha sido calificado con el nombre de "Carta Magna Leonesa". Fue el inicio de un nuevo marco político por el que se regirían los otros países de Europa. Alemania aplicó el ejemplo leonés en 1232; Inglaterra en 1265; Francia en 1302; en España, en los distintos reinos peninsulares, Cataluña en 1192 (la cual llegó a prohibir la monarquía); Castilla en 1250; Aragón en 1274; Valencia en 1283; Navarra en 1300.La curia regia conserva sus funciones consultivas, que solo ampliará más adelante, y en ellas el elemento popular está claramente diferenciado. Las cortes están constituidas por tres estamentos (clero, nobleza, representantes de las ciudades) y aparecen como un diálogo entre el rey y la curia, por un lado, y los representantes de las ciudades y villas por otro, sin oposición a que cada estamento se consolide por separado. La incorporación de elementos populares responde solo a necesidades económicas. Frenada la Reconquista, la corona precisa de mayores ingresos, y a fin de obtenerlos crea nuevos impuestos, lo que produce un alza de precios. Por ello, la clase ciudadana quiere obtener alguna contrapartida y regular el gasto regio.

- El Maestro Mateo culmina la catedral de Santiago de Compostela, iniciada en el año 1075 por el maestro Bernardo el Viejo. Esta fecha aparece grabada en la inscripción del dintel del Pórtico de la Gloria.

- Alfonso IX sucede a Fernando II en Galicia y Reino de León.
- Saladino asedia sin éxito la fortaleza hospitalaria de Crac de los Caballeros, en la moderna Siria.
- Ricardo Corazón de León se alía con Felipe II de Francia contra su padre, Enrique II de Inglaterra.
- Giraldus Cambrensis y Baldwin de Exeter viajan por Gales, intentando reclutar hombres para la Tercera Cruzada.
- Se impone en Inglaterra el 'diezmo de Saladino'.

## Nacimientos
- 4 de marzo - Blanca de Castilla, hija de Alfonso VIII de Castilla y de la reina Leonor de Plantagenet. Contrajo matrimonio con Luis VIII de Francia y fue madre de Luis IX de Francia.
- San Bienvenido Scotivoli, en Ancona, obispo de Osimo y santo de la Iglesia Católica.

## Fallecimientos
- 21 de enero - Fernando II de León, rey de León. Hijo de Alfonso VII el Emperador, rey de Castilla y León, y de Berenguela de Barcelona. Fue sucedido por su hijo, Alfonso IX de León.
- 11 de octubre - Roberto I de Dreux, hijo de Luis VI de Francia.
- 16 de octubre - Urraca de Portugal, infanta de Portugal e hija del rey Alfonso I de Portugal y de su esposa Mafalda de Saboya. Fue reina consorte de León por su matrimonio con Fernando II de León, y madre de Alfonso IX de León.
- 17 de noviembre - Usama ibn Munqidh, poeta, escritor y diplomático árabe.
- Aoife de Leinster, noble irlandesa hija de hija de Dermot MacMurrough.